# Бредічень
Бредічень, Бредічені (рум. Brădiceni) — село у повіті Горж в Румунії. Входить до складу комуни Пештішань.
Село розташоване на відстані 248 км на захід від Бухареста, 15 км на захід від Тиргу-Жіу, 100 км на північний захід від Крайови.

## Населення
За даними перепису населення 2002 року у селі проживали 746 осіб, з них 743 особи (99,6%) румунів. Рідною мовою 744 особи (99,7%) назвали румунську.